# Cupha saturatior
Cupha saturatior är en fjärilsart som beskrevs av Hans Fruhstorfer 1898. Cupha saturatior ingår i släktet Cupha och familjen praktfjärilar. Inga underarter finns listade i Catalogue of Life.